# New Archaeology
Die New Archaeology [njuː ɑːkiˈɒlədʒi] (auch Processual Archaeology) ist ein in den 1960er Jahren entwickelter Forschungsansatz der prähistorischen Archäologie, der vor allem in den USA und Großbritannien diskutiert wurde und im Wesentlichen auf den englischen Sprachraum beschränkt blieb. Zu den Protagonisten zählen Lewis Binford und David Leonard Clarke. Als Beginn der New Archaeology wird der Aufsatz Archaeology as Anthropology von Lewis Binford aus dem Jahre 1962 angesehen. Die Forderung, die (amerikanische) Archäologie in erster Linie als Sparte der Anthropologie und weniger als Kulturwissenschaft aufzufassen, wurde bereits zuvor von Gordon Willey und Phillip Phillips erhoben.
Die New Archaeology der 1960er Jahre setzte sich kritisch mit den Arbeiten der älteren Archäologen-Generation auseinander und fordert eine Verwissenschaftlichung und Objektivierung der Forschung. Kennzeichnend wurden damit eine explizite Modellbildung und eine deutliche Formulierung von Fragestellungen.
Typische methodisch-theoretische Ansätze sind etwa die Raumanalyse innerhalb einer Fundstelle (spatial archaeology, SpA), die Umfeldanalyse, die Methode der Tragfähigkeit, der Einsatz von EDV (darunter frühe GIS-Anwendungen).
Die Archäologie rückte damit von der Geschichte zunehmend in Richtung der Kulturanthropologie.
Die New Archaeology hat in unterschiedlichem Maß weltweit Resonanz gefunden. Die Diskussion zur New Archaeology im deutschsprachigen Raum wurde 1978 durch den Prähistoriker Manfred Eggert angestoßen. Eggert kritisierte vor allem die Diskrepanz der New Archaeology zwischen methodischem Ansatz (z. B. ein „erklärendes Forschungsdesign“) und tatsächlichen Wegen der Erkenntnisfindung, die sich einer rein naturwissenschaftlichen Beweisführung meist entziehen. In der Folge entstand in den 1980er Jahren auch im deutschsprachigen Raum eine Theoriediskussion.
Einer jüngeren Generation von Forschern, wie etwa Ian Hodder, aber auch vielen traditionellen Archäologen erschienen diese Ansätze zu funktionalistisch, zu schematisch und zu ahistorisch. Sie würden zu wenig die Geisteswelt und den Symbolcharakter der Artefakte berücksichtigen (siehe Postprozessuale Archäologie).